# ويليام بريسكوت (عسكري)
ويليام بريسكوت (بالإنجليزية: William Prescott)‏ هو عسكري أمريكي، ولد في 20 فبراير 1726 في غروتون في الولايات المتحدة، وتوفي في 13 أكتوبر 1795 في بيبريل في الولايات المتحدة.

## روابط خارجية
- ويليام بريسكوت على موقع الموسوعة البريطانية (الإنجليزية)